# Panurginus sericatus
Panurginus sericatus är en biart som först beskrevs av Warncke 1972.  Panurginus sericatus ingår i släktet bergsbin, och familjen grävbin. Inga underarter finns listade i Catalogue of Life.